# Jarošov (Uhelná Příbram)
Jarošov (německy Jaroschau) je vesnice a místní částí městyse Uhelné Příbrami v okrese Havlíčkův Brod. Jedná se o osadu ležící asi 1,5 km jižně od samotného městyse. Jeho součástí je samota Tři Dvory ležící asi 1 km východně od Jarošova. Poblíž Tří Dvorů se nachází přírodní památka Zkamenělá řeka – proud rulových balvanů v lese připomínající řečiště.
V blízkosti pramení říčka Hostačovka. Nachází se na ní rybník Velký Kazbal o rozloze 2,5 km² a při něm přírodní památka Pod Kazbalem, kde se na mokřadní louce vyskytují úpolíny a kosatce.
V Jarošově je autobusová zastávka. Jarošov má pravidelné spojení s Chotěboří, Golčovým Jeníkovem, Habry a Vilémovem. Během školního roku je v provozu i školní linka.
Do Jarošova zajíždějí pojízdné prodejny (pekařství, nápoje, potraviny a průmyslové zboží).
Jarošovem prochází cyklotrasa č. 4153 spojující Třemošnici (cca 13 km severozápadně) s Havlíčkovým Brodem (cca 25 km jižně).
| Rok            | 1869 | 1880 | 1890 | 1900 | 1910 | 1921 | 1930 | 1950 | 1961 | 1970 | 1980 | 1991 | 2001 | 2012 | 2016 |
| -------------- | ---- | ---- | ---- | ---- | ---- | ---- | ---- | ---- | ---- | ---- | ---- | ---- | ---- | ---- | ---- |
| Počet obyvatel | 162  | 176  | 150  | 146  | 147  | 135  | 115  | 82   | 94   | 76   | 54   | 46   | 35   | 30   | 21   |

## Galerie

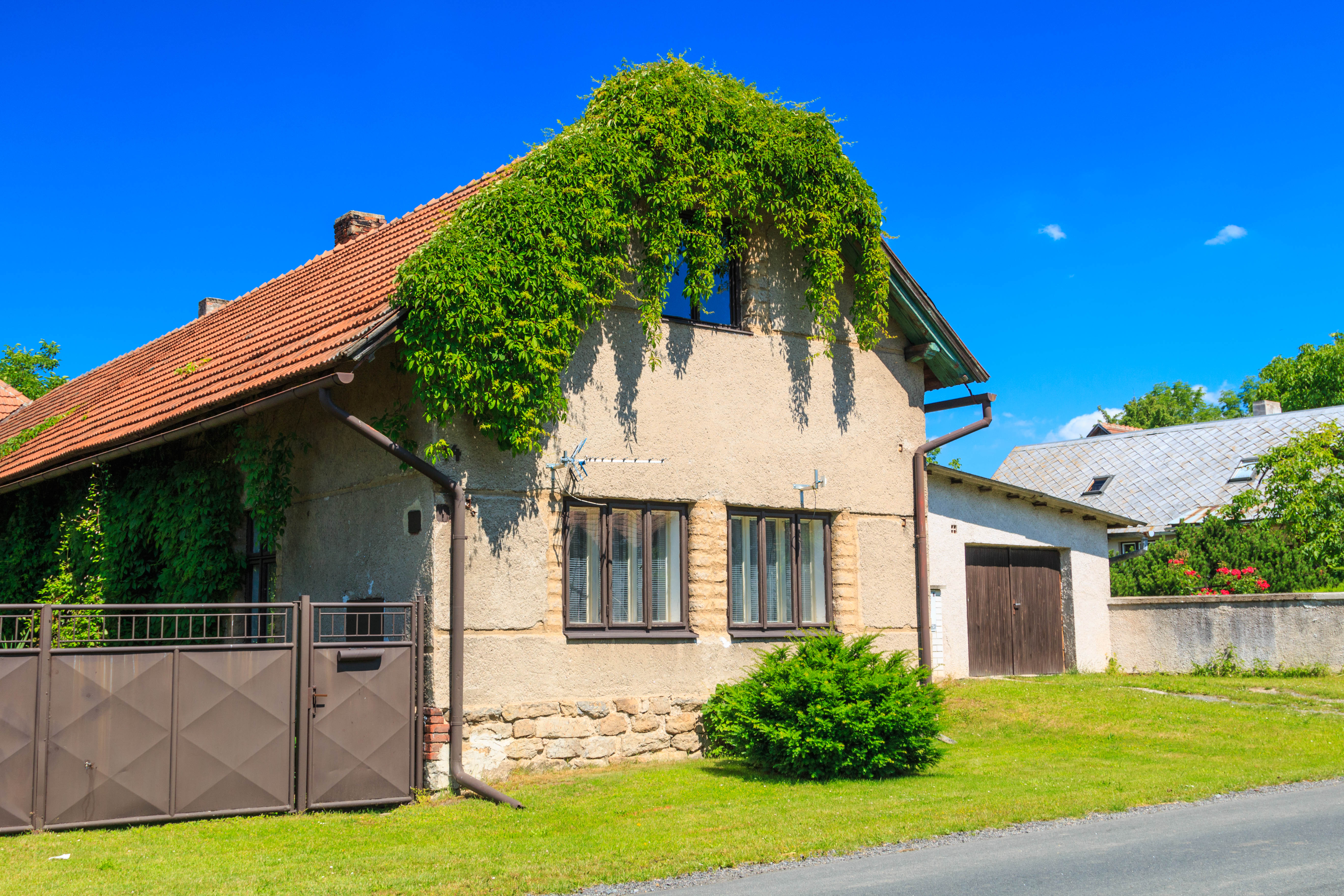
Jarošov čp. 14
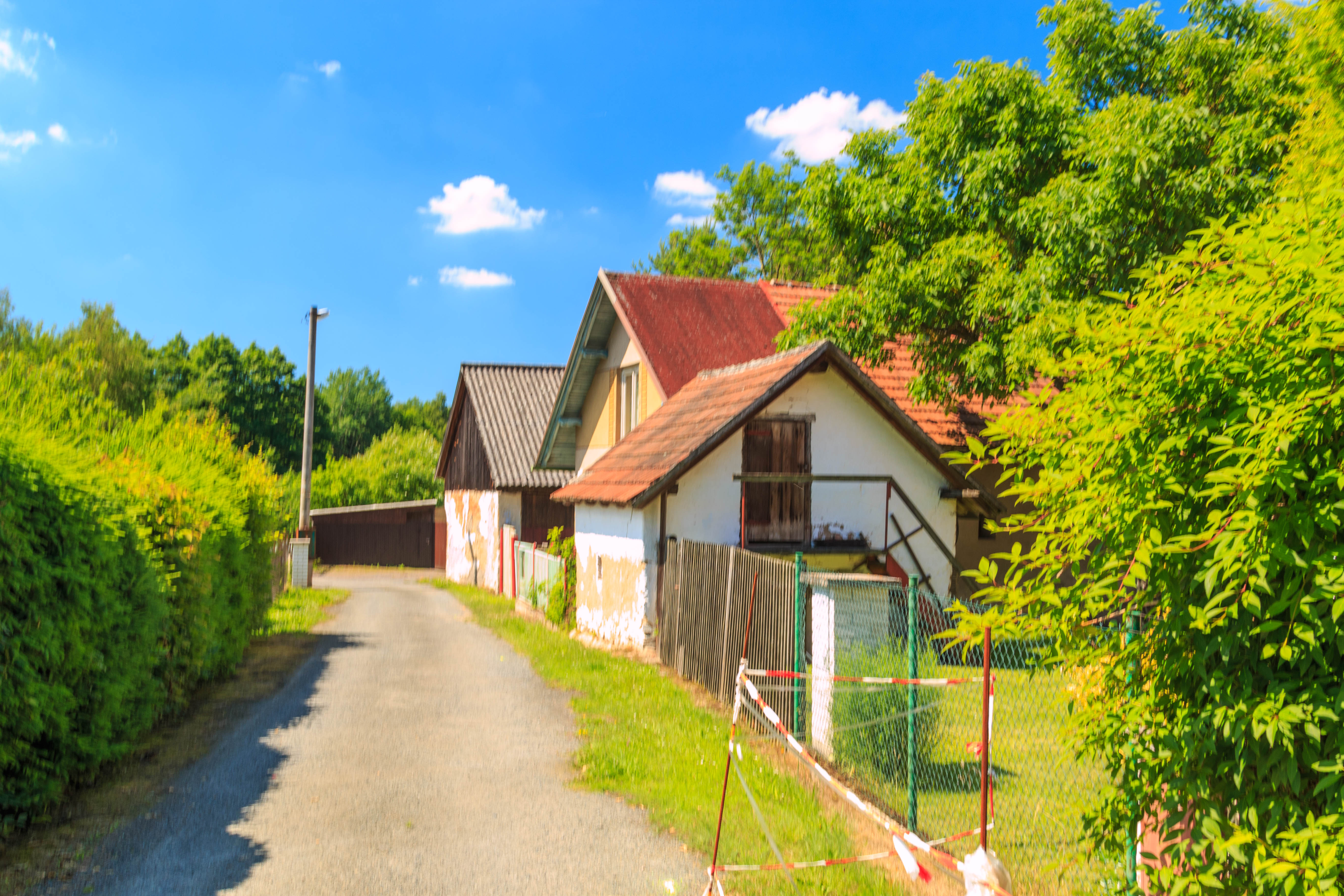
Jarošov čp. 24
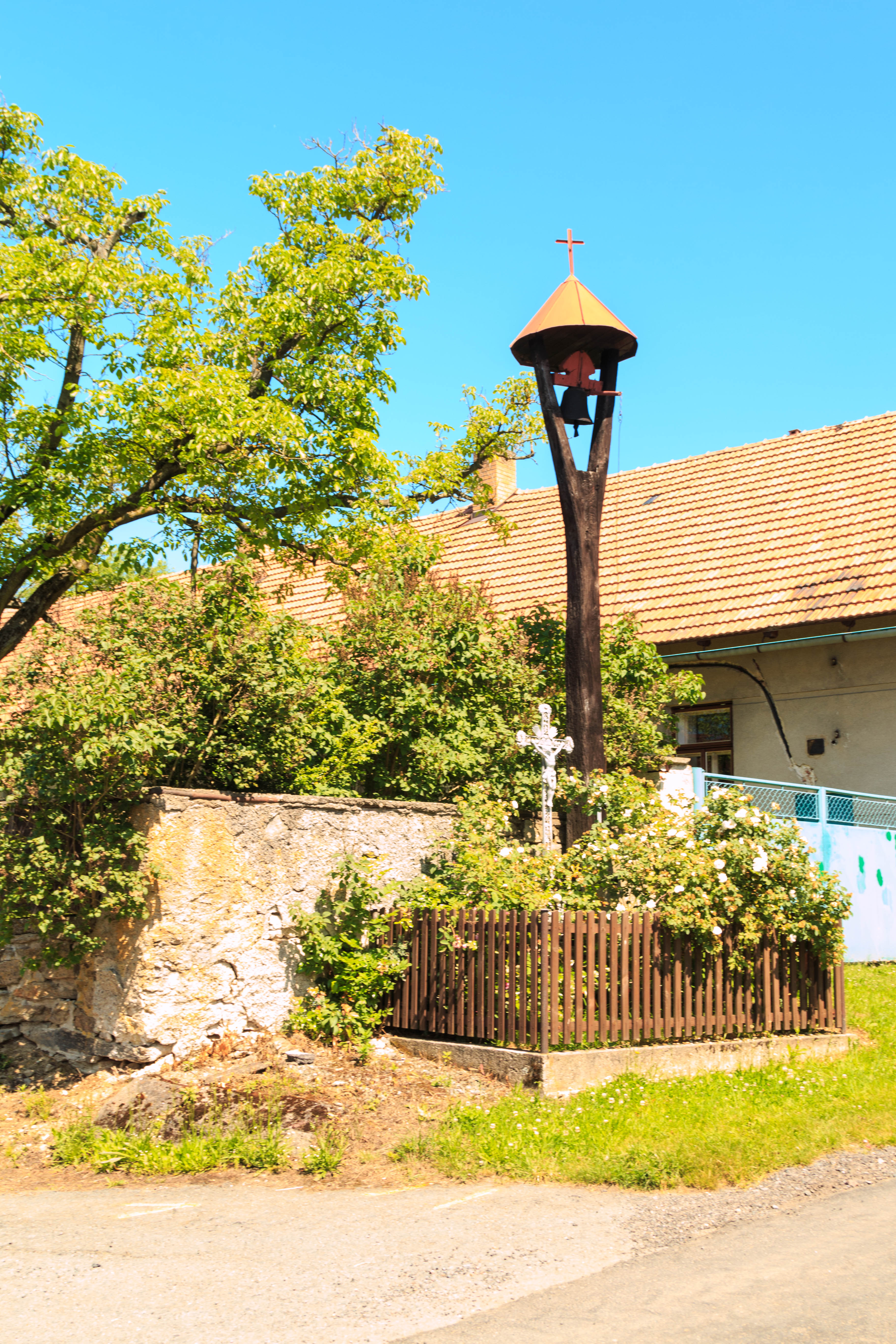
Jarošov zvonička
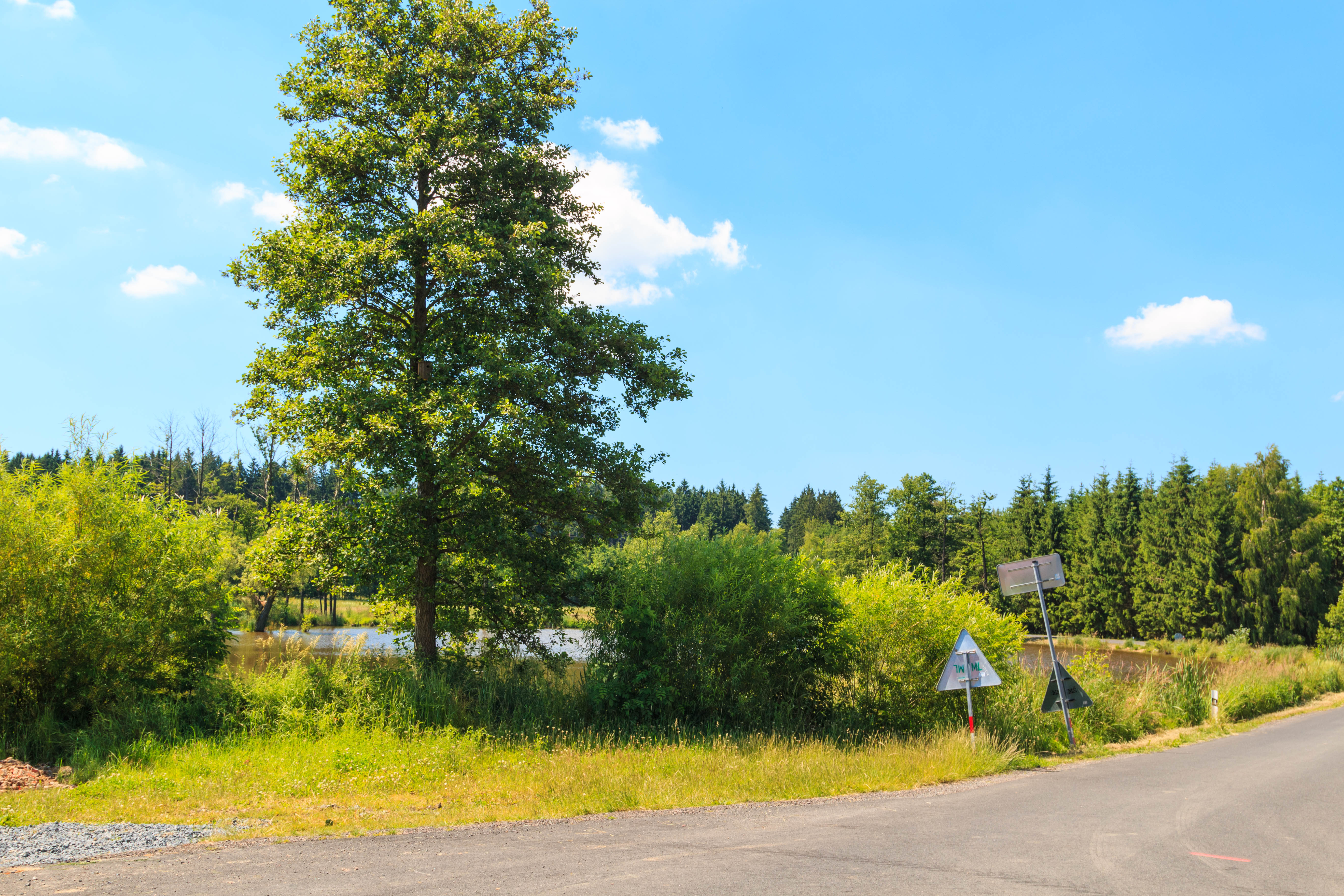
Rybník Malý Kazbal u Jarošova
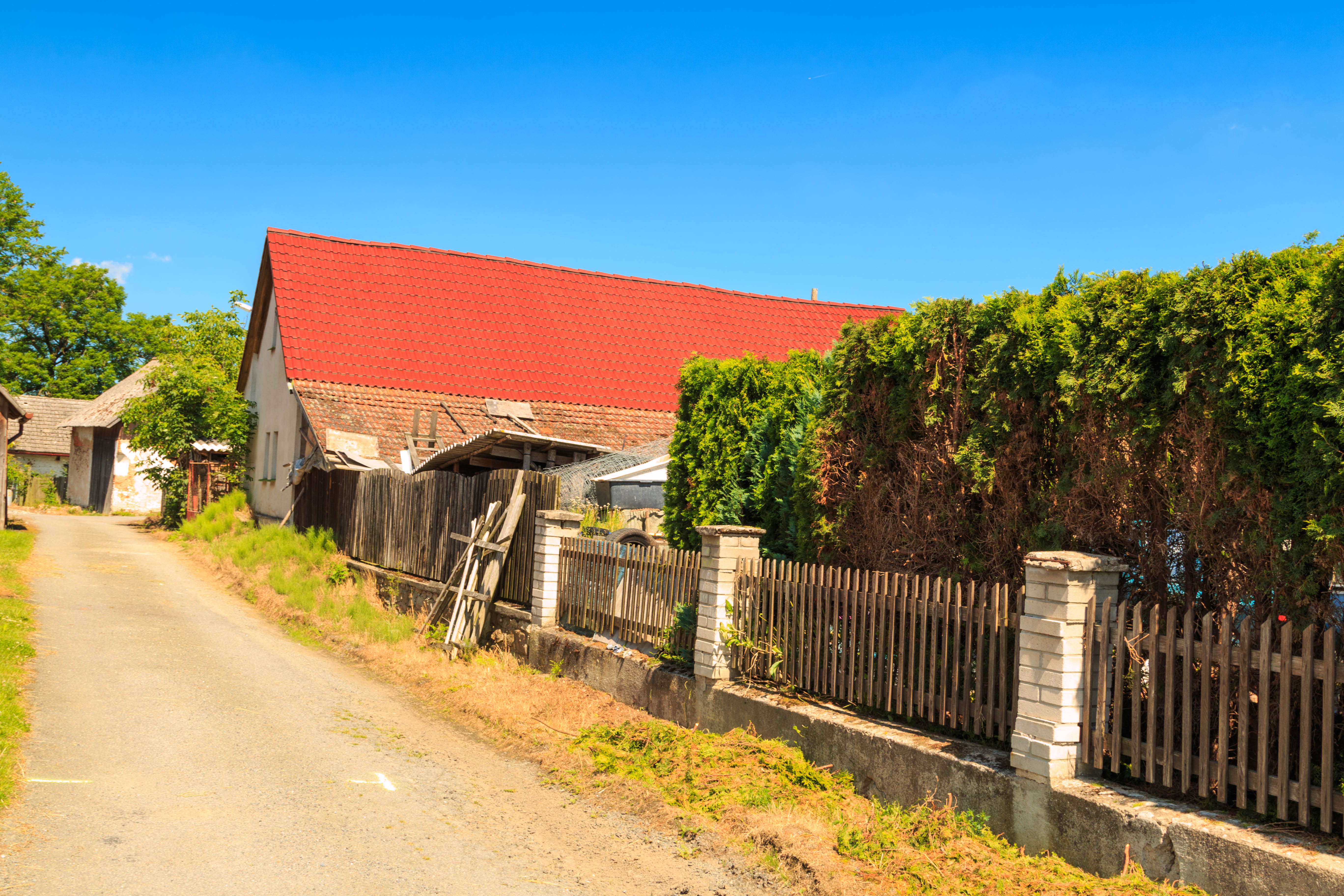